# Háj (Jindřichovice)
Háj (německy Silbersgrün) je malá vesnice, část obce Jindřichovice v okrese Sokolov v Karlovarském kraji. Nachází se asi 3,5 kilometru jihozápadně od Jindřichovic. Je zde evidováno 32 adres. V roce 2011 zde trvale žilo 31 obyvatel.
Háj leží v katastrálním území Háj u Jindřichovic o rozloze 6,44 km².

## Historie
První písemná zmínka o vesnici pochází z roku 1523.

## Obyvatelstvo
Při sčítání lidu v roce 1921 zde žilo 329 obyvatel, všichni německé národnosti, kteří se hlásili k římskokatolické církvi.
| Rok            | 1869 | 1880 | 1890 | 1900 | 1910 | 1921 | 1930 | 1950 | 1961 | 1970 | 1980 | 1991 | 2001 | 2011 | 2021 |
| -------------- | ---- | ---- | ---- | ---- | ---- | ---- | ---- | ---- | ---- | ---- | ---- | ---- | ---- | ---- | ---- |
| Počet obyvatel | 364  | 373  | 355  | 350  | 345  | 329  | 324  | 71   | 115  | 63   | 28   | 11   | 22   | 31   | 41   |
| Počet domů     | 56   | 64   | 64   | 61   | 60   | 60   | 61   | 66   | 66   | 14   | 11   | 12   | 12   | 16   | 19   |

## Obecní správa
Při sčítání lidu v letech 1869–1952 Háj byl samostatnou obcí v okrese Kraslice. Od roku 1953 je částí obce Jindřichovice v okrese Sokolov.